# Ryan Schimpf
Ryan Michael Schimpf (ur. 11 kwietnia 1988) – amerykański baseballista występujący na pozycji drugobazowego i trzeciobazowego.

## College
Schimpf studiował na Louisiana State University, gdzie w latach 2007–2009 grał w drużynie uniwersyteckiej LSU Tigers. W 2009 wystąpił w 73 meczach, w których uzyskał średnią 0,336, zdobył 20 home runów i zaliczył 70 RBI. Wraz z drużyną Tigers wygrał College World Series i został wybrany do All-Tournament Team tego turnieju.

## Toronto Blue Jays
W czerwcu 2009 został wybrany w piątej rundzie draftu przez Toronto Blue Jays. Zawodową karierę rozpoczął w GCL Blue Jays (poziom Rookie), następnie grał w Auburn Doubledays (Class A-Short Season). Sezon 2010 rozpoczął od występów w Lansing Lungnuts (Class A), a w sierpniu został przydzielony do Dunedin Blue Jays (Class A-Advanced), w którym grał również w 2011 i rozpoczął sezon 2012. W lipcu 2012 zadebiutował na poziomie (Double-A) New Hampshire Fisher Cats, w którym spędził sezon 2013. W kwietniu 2014 został zawodnikiem Buffalo Bisons (Triple-A). W 2015 grał w New Hampshire Fisher Cats i Buffalo Bisons.

## San Diego Padres
W listopadzie 2015 podpisał kontrakt jako wolny agent z San Diego Padres. Występy w organizacji rozpoczął w El Paso Chihuahuas (Triple-A), w którym rozegrał 51 meczów, notując średnią 0,355. Ponadto zdobył 20 home runów i zaliczył 51 RBI. 14 czerwca 2016 został powołany do 40-osobowego składu Padres i tego samego dnia zadebiutował w Major League Baseball w meczu przeciwko Miami Marlins, w którym zaliczył double'a w swoim pierwszym podejściu do odbicia.
1 lipca 2016 w meczu z New York Yankees zdobył swojego pierwszego home runa w MLB. 24 lipca 2016 w spotkaniu z Washington Nationals ustanowił rekord klubowy wśród debiutantów, zdobywając dziewiątego home runa w miesiącu kalendarzowym, za co otrzymał National League Rookie of the Month Award. 12 sierpnia 2016 w meczu przeciwko New York Mets zdobył pierwszego grand slama w MLB.

## Los Angeles Angels
12 grudnia 2017 w ramach wymiany zawodników przeszedł do Tampa Bay Rays, jednak w marcu 2018 został oddany do Atlanta Braves. Przed rozpoczęciem sezonu zasadniczego w ramach wymiany przeszedł do Los Angeles Angels.